# کف‌دهانان
کف‌دهانان (نام علمی: Aphrophoridae) نام یک تیره از بالاخانواده بلندپرش‌ها است. دست‌کم ۱۶۰ سرده و ۹۹۰ گونه شناسایی شده از کف‌دهانان وجود دارد.
به شفیره بلندپرش‌ها هم کف‌دهان گفته می‌شود.